# Galium niewerthii
Galium niewerthii là một loài thực vật có hoa trong họ Thiến thảo. Loài này được Franch. & Sav. mô tả khoa học đầu tiên năm 1878.